# سوپریم کامندر
بازی فرمانده کل (به انگلیسی: Supreme Commander) یک بازی ویدئویی است.

## داستان
با پیشرفت علم ٬انسان قادر به ساخت دروازه‌های کوانتمی شده است که قادرند یک شی را آنی به هر کجای کهکشان که مایل هستند بفرستند سیاره زمین در اثر جنگهای پیاپی و اتمام منابع طبیعی٬تبدیل به یک مخروبه عظیم شده است به همین دلیل گروهUEF تا آنجایی که می‌توانست دنیا را فتح کرد و دو گروه دیگر از آن جدا شدند
گروه بعدی گروه Cybran که در واقع جرقه زندنش توسط دکتر گوستاف براکمن زده آقای براکمن اولین ئیوند انسان باهوش را انجام داد تا اولین سیمبیونت(به انگلیسی: Symbiont) متولد شود و از آ«جایی که با مخالفت بشریت (گروه قبلی) روبه رو شد به یکی از سیارهإهای دور ئناه برد و ارتشی از آنها تشکیل داد.
گروه آخرآئون ها(به انگلیسی: Aeon) یک نوع موجودات فضایی به نام سرافیم(به انگلیسی: Seraphim) هستند.
در این بازی شما در هریک از گروه‌ها قرار گرفته و با آنها می‌جنگید.

## حداقل سیستم
|                 | حداقل                                                   | بهتر                                                |
| --------------- | ------------------------------------------------------- | --------------------------------------------------- |
| سیستم‌عامل       | ویندوز ایکس‌پی سرویس پک ۲، ویندوز ویستا                  | *                                                   |
| پردازنده        | 1.8 GHz اینتل یا ای‌ام‌دی پردازنده                        | 3.0 GHz اینتل یا ای‌ام‌دی یا بالاتر                   |
| رم              | 512 MB                                                  | 1 GB یا بهتر                                        |
| کارت گرافیک     | 128 کارت گرافیک دیرکت‌اکس ۹ و سایه‌زن ۲.۰ را پشتیبانی کند | Nvidia 6800 یا بهتر; ATI X800 XL, ATI X1300 یا بهتر |
| فضای هارد دیسک  | 8 GB                                                    | 10 GB یا بیشتر                                      |
| ارتباط اینترنتی | 56.6 کیلوبایت/ثانیه مودم                                | کابل/خط اشتراک دیجیتال یا بهتر                      |